# Boophis brachychir
A Boophis brachychir a kétéltűek (Amphibia) osztályába, a békák (Anura) rendjébe és az aranybékafélék (Mantellidae) családjába tartozó faj.

## Előfordulása
A faj Madagaszkár endemikus faja. A sziget északi felén, 1600 m-es magasságban honos. Megtalálható a Manongarivo természetvédelmi területen, a Montagne d'Ambre Nemzeti Parkban, Antsiranana környékén és a Nosy Be szigeten. Természetes élőhelye a szubtrópusi vagy trópusi párás síkvidéki és hegyvidéki erdők, folyók. Élőhelyének elvesztése fenyegeti a mezőgazdasági tevékenység, a fakitermelés, a faszénégetés és a különféle invazív fajok miatt. 